# Boucles de l'Aulne 2022
La Boucles de l'Aulne 2022, ottantaduesima edizione della corsa e valevole come evento dell'UCI Europe Tour 2022 categoria 1.1 e come undicesima della Coppa di Francia 2022, si è svolta il 22 maggio 2022 su un percorso di 175,2 km, con partenza e arrivo a Châteaulin, in Francia. La vittoria fu appannaggio del norvegese Idar Andersen, il quale completò il percorso in 4h02'00", alla media di 43,438 km/h, precedendo lo spagnolo Jesús Herrada e il belga Stan Dewulf.
Sul traguardo di Châteaulin 50 ciclisti, su 102 partiti dalla medesima località, portarono a termine la competizione.

## Squadre e corridori partecipanti
| N.    | Cod. | Squadra                  |
| ----- | ---- | ------------------------ |
| 1-7   | ACT  | AG2R Citroën Team        |
| 11-17 | GFC  | Groupama-FDJ             |
| 21-27 | COF  | Cofidis                  |
| 31-36 | IWG  | Intermarché-Wanty-Gobert |
| 41-47 | TEN  | TotalEnergies            |
| 51-57 | BBK  | B&B Hotels-KTM           |
| 61-67 | ARK  | Team Arkéa-Samsic        |
| 71-77 | UXT  | Uno-X Pro Cycling Team   |

| N.      | Cod. | Squadra                          |
| ------- | ---- | -------------------------------- |
| 81-87   | BWB  | Bingoal Pauwels Sauces WB        |
| 91-96   | CJR  | Caja Rural-Seguros RGA           |
| 101-107 | EUS  | Euskaltel-Euskadi                |
| 111-117 | GRL  | Go Sport-Roubaix Lille Métropole |
| 121-127 | AUB  | St Michel-Auber 93               |
| 131-137 | UNA  | Team U Nantes Atlantique         |
| 141-147 | NMC  | Nice Métropole Côte d'Azur       |

## Ordine d'arrivo (Top 10)
| Pos. | Corridore       | Squadra       | Tempo    |
| ---- | --------------- | ------------- | -------- |
| 1    | Idar Andersen   | Uno-X         | 4h02'00" |
| 2    | Jesús Herrada   | Cofidis       | a 27"    |
| 3    | Stan Dewulf     | AG2R          | s.t.     |
| 4    | Paul Ourselin   | TotalEnergies | s.t.     |
| 5    | Romain Hardy    | Arkéa         | s.t.     |
| 6    | S. Schönberger  | B&B           | s.t.     |
| 7    | Sander Armée    | Cofidis       | a 29"    |
| 8    | Julien Simon    | TotalEnergies | a 46"    |
| 9    | Axel Zingle     | Cofidis       | s.t.     |
| 10   | Simon Guglielmi | Arkéa         | s.t.     |